# Republiken Kroatiens turismministerium
Republiken Kroatiens turismministerium und sport (kroatiska: Ministarstvo turizma i športa Republike Hrvatske, förkortat MINT) är ett av den kroatiska regeringens ministerier. Det kroatiska turismministeriet ansvarar för frågor som rör turism, en av landet främsta näringsgrenar. Till ministeriets göromål hör bland annat att presentera utvecklingsstrategier för den kroatiska turismen, skapa förutsättningar för investeringar och utveckling av småföretagsamhet inom turistbranschen och främja den kroatiska turismen i utlandet.
Ministeriet leds av turismministern och dess säte ligger i Trnje i Zagreb. 

## Kroatiens turismministrar
| Nr | Namn | Namn                        | Period                              | Dagar i tjänst | Politiskt parti |
| -- | ---- | --------------------------- | ----------------------------------- | -------------- | --------------- |
| 1  |      | Janko Vranyczany-Dobrinović | 25 juli 1990 – 17 juli 1991         | 357            | HDZ             |
| 2  |      | Anton Marčelo Popović       | 16 september 1991 – 12 augusti 1992 | 331            | HDZ             |
| 3  |      | Branko Mikša                | 12 augusti 1992 – 3 april 1993      | 234            | HDZ             |
| 4  |      | Niko Bulić                  | 3 april 1993 – 11 september 1997    | 1622           | HDZ             |
| 5  |      | Sergej Morsan               | 9 november 1997 – 15 april 1999     | 522            | HDZ             |
| 6  |      | Ivan Herak                  | 15 april 1999 – 27 januari 2000     | 287            | HDZ             |
| 7  |      | Pave Župan-Rusković         | 27 januari 2000 – 23 december 2003  | 1426           | SDP             |
| 8  |      | Božidar Kalmeta             | 23 december 2003 – 12 januari 2008  | 1481           | HDZ             |
| 9  |      | Damir Bajs                  | 12 januari 2008 – 23 december 2011  | 1441           | HSS             |
| 10 |      | Veljko Ostojić              | 23 december 2011 – 9 mars 2013      | 442            | IDS             |
| 11 |      | Darko Lorencin              | 19 mars 2013 –                      | 4383           | IDS             |

Källa: MVPE.hr (engelska)
1. ↑  Som turism- och handelsminister.
2. ↑  Som turism- och handelsminister (3 april 1993 - 20 maj 1993), turismminister (20 maj 1993 - 11 september 1997).
3. ↑  Som sjöfart-, turism-, transport- och utvecklingsminister.

### Fotnoter
1. ↑  Mint.hr - Kroatiska turismministeriets officiella webbplats (engelska)
2. ↑  Mint.hr - Kroatiska turismministeriets officiella webbplats (kroatiska)